# Andrew Cavendish, XI duca di Devonshire
Robert Andrew Buxton Cavendish, XI duca di Devonshire (Londra, 2 gennaio 1920 – Chatsworth House, 3 maggio 2004), è stato un nobile e politico britannico appartenente al partito Tory.
Fu un ministro del governo del primo ministro Harold Macmillan (che era sposato con sua zia), ma fu meglio conosciuto per l'apertura di Chatsworth House al pubblico.

## Biografia

### Infanzia ed educazione
I suoi genitori erano Edward Cavendish, X duca di Devonshire e sua moglie Mary. Il fratello maggiore William era l'erede al ducato, con il titolo di cortesia di Marchese di Hartington, mentre ad Andrew spettò il titolo di Sir.
Studiò nel Trinity College di Cambridge.

### Seconda guerra mondiale e successione

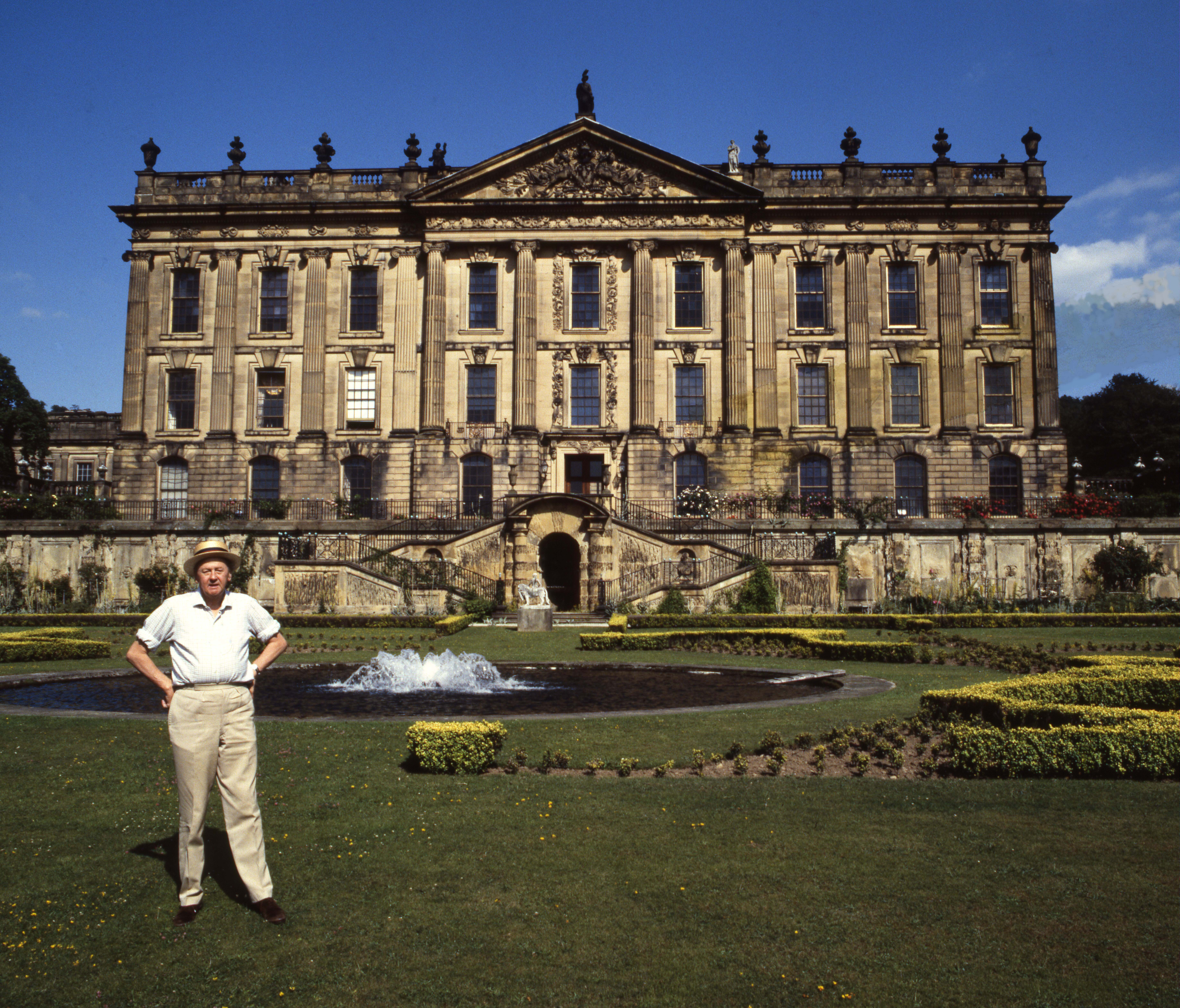
Andrew Cavendish a Chatsworth House

Combatté durante la seconda guerra mondiale e ricevette il Military Cross per le sue azioni il 27 luglio del 1944, quando la sua compagnia fu tagliata fuori per 36 ore in un combattimento pesante in Italia.

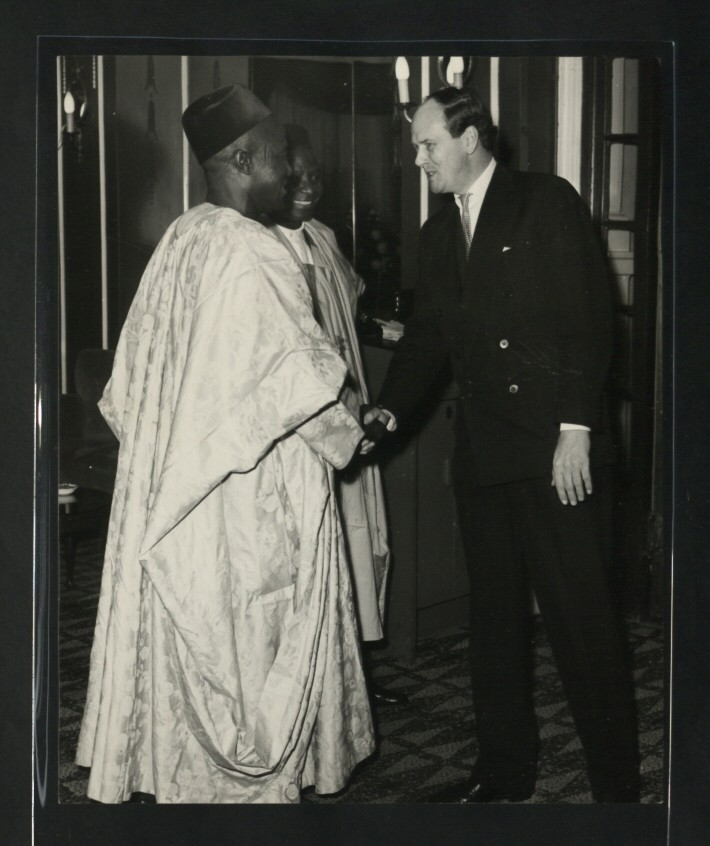
Il Duca di Devonshire mentre stringe la mano al vice-governatore della Nigeria settentrionale

Suo fratello maggiore, erede del ducato, rimase ucciso in combattimento verso la fine della guerra nel 1944. Con la morte del fratello divenne l'erede al titolo ducale e ricevette il titolo di cortesia del Marchese di Hartington. Alla morte del padre, nel 1950 ricevette il titolo ducale.

### Matrimonio

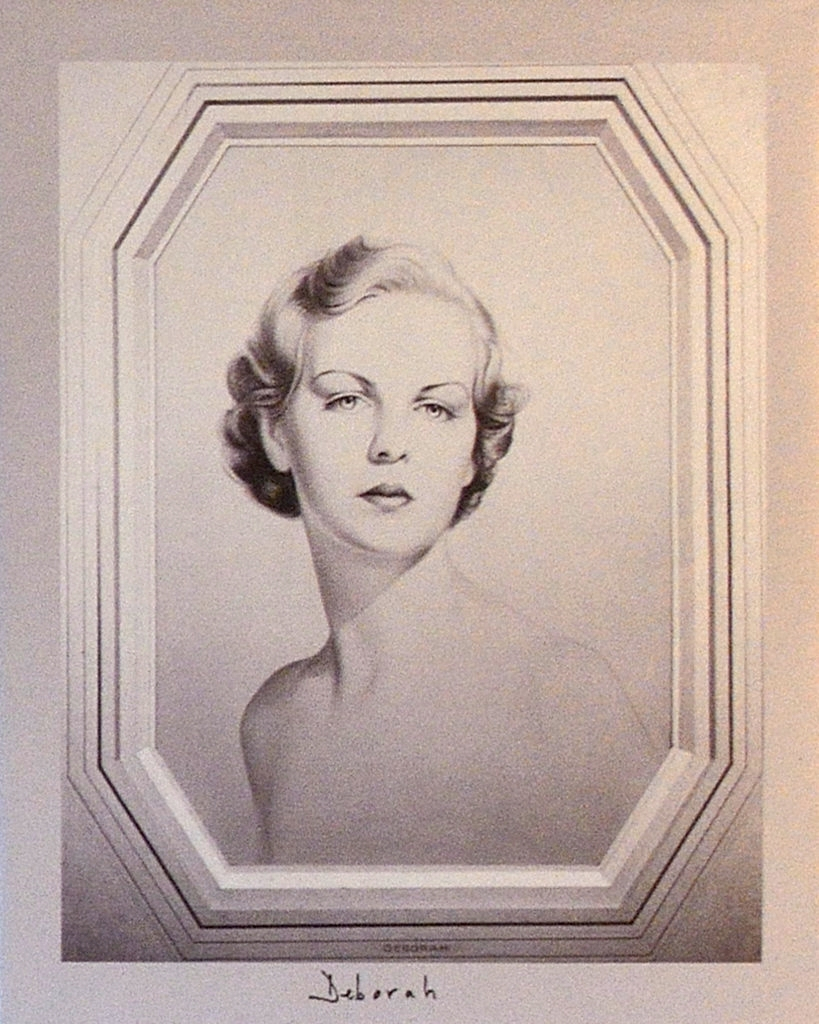
Deborah Mitford

Nel 1941 aveva sposato Deborah Mitford, una delle sorelle Mitford, dalla quale ebbe sei figli, tre dei quali morirono poco dopo la nascita.

### Morte

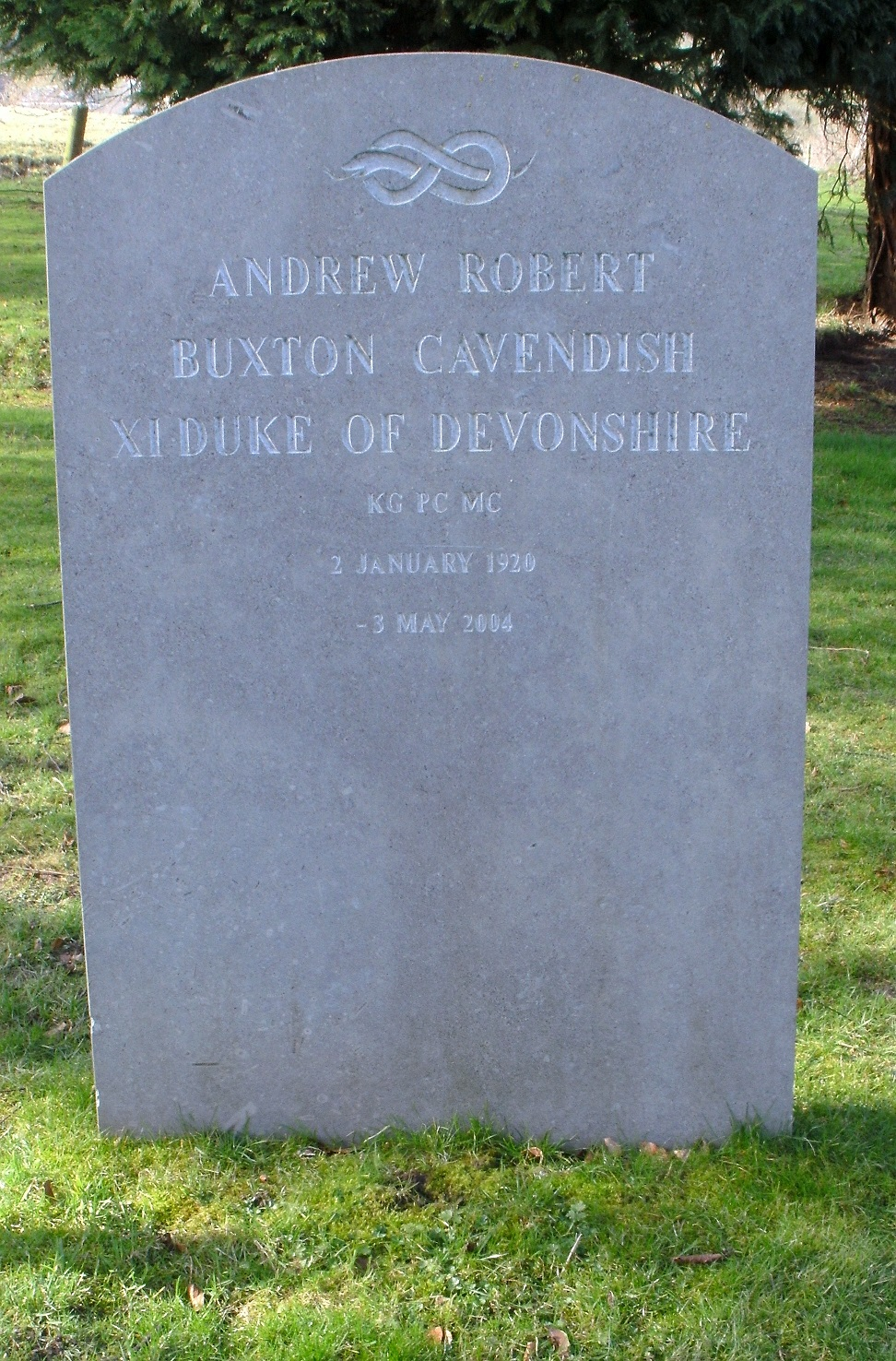
La tomba del Duca al St Peter's Churchyard di Edensor

Il Duca morì il 3 maggio 2004 a Chatsworth House nel Derbyshire ed è stato sepolto, come i suoi avi, al St Peter's Churchyard di Edensor.

## Discendenza
Dal matrimonio tra Lord Cavendish e Deborah Mitford nacquero:
- Mark Cavendish (nato e morto il 14 novembre 1941)
- Emma Cavendish (nata il 26 marzo 1943, poi lady Emma Cavendish dal 1950)
- Peregrine Cavendish, XII duca di Devonshire (nato il 27 aprile 1944)
- Victor Cavendish (nato e morto il 22 maggio 1947; aveva un gemello o gemella abortito nel dicembre 1946[2])
- Lady Mary Cavendish (nata e morta il 5 aprile 1953)
- Lady Sophia Cavendish (nata il 18 marzo 1957)

Il Duca era il nonno materno della top model Stella Tennant e zio materno di Max Mosley, ex presidente della Fédération Internationale de l'Automobile (FIA).

## Ascendenza
|                                                   |                                                      |                                                      | Genitori                                              |  |  | Nonni |  |  | Bisnonni            |  |  | Trisnonni                                     |  |
|                                                   |                                                      |                                                      |                                                       |  |  |       |  |  | 8. Edward Cavendish |  |  | 16. William Cavendish, VII duca di Devonshire |  |
|                                                   |                                                      |                                                      |                                                       |  |  |       |  |  | 8. Edward Cavendish |  |  | 16. William Cavendish, VII duca di Devonshire |  |
|                                                   |                                                      | 17. Blanche Howard                                   |                                                       |  |  |       |  |  | 8. Edward Cavendish |  |  |                                               |  |
| 4. Victor Cavendish, IX duca di Devonshire        |                                                      |                                                      |                                                       |  |  |       |  |  | 8. Edward Cavendish |  |  |                                               |  |
|                                                   |                                                      | 9. Emma Lascelles                                    | 18. William Lascelles                                 |  |  |       |  |  |                     |  |  |                                               |  |
|                                                   |                                                      | 9. Emma Lascelles                                    | 18. William Lascelles                                 |  |  |       |  |  |                     |  |  |                                               |  |
|                                                   |                                                      | 9. Emma Lascelles                                    | 19. Caroline Georgiana Howard                         |  |  |       |  |  |                     |  |  |                                               |  |
| 2. Edward Cavendish, X duca di Devonshire         |                                                      | 9. Emma Lascelles                                    |                                                       |  |  |       |  |  |                     |  |  |                                               |  |
|                                                   |                                                      | 10. Henry Petty-Fitzmaurice, V marchese di Lansdowne | 20. Henry Petty-FitzMaurice, IV marchese di Lansdowne |  |  |       |  |  |                     |  |  |                                               |  |
|                                                   |                                                      | 10. Henry Petty-Fitzmaurice, V marchese di Lansdowne | 20. Henry Petty-FitzMaurice, IV marchese di Lansdowne |  |  |       |  |  |                     |  |  |                                               |  |
|                                                   |                                                      | 10. Henry Petty-Fitzmaurice, V marchese di Lansdowne | 21. Emily Petty-FitzMaurice, marchesa di Lansdowne    |  |  |       |  |  |                     |  |  |                                               |  |
| 5. Evelyn FitzMaurice                             |                                                      | 10. Henry Petty-Fitzmaurice, V marchese di Lansdowne |                                                       |  |  |       |  |  |                     |  |  |                                               |  |
|                                                   |                                                      | 11. Maud Hamilton                                    | 22. James Hamilton, I duca di Abercorn                |  |  |       |  |  |                     |  |  |                                               |  |
|                                                   |                                                      | 11. Maud Hamilton                                    | 22. James Hamilton, I duca di Abercorn                |  |  |       |  |  |                     |  |  |                                               |  |
|                                                   |                                                      | 11. Maud Hamilton                                    | 23. Louisa Jane Russell                               |  |  |       |  |  |                     |  |  |                                               |  |
| 1. Andrew Cavendish, XI duca di Devonshire        |                                                      | 11. Maud Hamilton                                    |                                                       |  |  |       |  |  |                     |  |  |                                               |  |
|                                                   | 12. Robert Gascoyne-Cecil, III marchese di Salisbury | 24. James Gascoyne-Cecil, II marchese di Salisbury   |                                                       |  |  |       |  |  |                     |  |  |                                               |  |
|                                                   | 12. Robert Gascoyne-Cecil, III marchese di Salisbury | 24. James Gascoyne-Cecil, II marchese di Salisbury   |                                                       |  |  |       |  |  |                     |  |  |                                               |  |
|                                                   | 12. Robert Gascoyne-Cecil, III marchese di Salisbury | 25. Frances Mary Gascoyne                            |                                                       |  |  |       |  |  |                     |  |  |                                               |  |
| 6. James Gascoyne-Cecil, IV marchese di Salisbury | 12. Robert Gascoyne-Cecil, III marchese di Salisbury |                                                      |                                                       |  |  |       |  |  |                     |  |  |                                               |  |
|                                                   |                                                      | 13. Georgina Alderson                                | 26. Edward Alderson                                   |  |  |       |  |  |                     |  |  |                                               |  |
|                                                   |                                                      | 13. Georgina Alderson                                | 26. Edward Alderson                                   |  |  |       |  |  |                     |  |  |                                               |  |
|                                                   |                                                      | 13. Georgina Alderson                                | 27. Georgina Drewe                                    |  |  |       |  |  |                     |  |  |                                               |  |
| 3. Mary Alice Gascoyne-Cecil                      |                                                      | 13. Georgina Alderson                                |                                                       |  |  |       |  |  |                     |  |  |                                               |  |
|                                                   |                                                      | 14. Arthur Gore, V conte di Arran                    | 28. Philip Gore, IV conte di Arran                    |  |  |       |  |  |                     |  |  |                                               |  |
|                                                   |                                                      | 14. Arthur Gore, V conte di Arran                    | 28. Philip Gore, IV conte di Arran                    |  |  |       |  |  |                     |  |  |                                               |  |
|                                                   |                                                      | 14. Arthur Gore, V conte di Arran                    | 29. Elizabeth Marianne Napier                         |  |  |       |  |  |                     |  |  |                                               |  |
| 7. Cicely Gore                                    |                                                      | 14. Arthur Gore, V conte di Arran                    |                                                       |  |  |       |  |  |                     |  |  |                                               |  |
|                                                   |                                                      | 15. Edith Jocelyn                                    | 30. Robert Jocelyn, visconte Jocelyn                  |  |  |       |  |  |                     |  |  |                                               |  |
|                                                   |                                                      | 15. Edith Jocelyn                                    | 30. Robert Jocelyn, visconte Jocelyn                  |  |  |       |  |  |                     |  |  |                                               |  |
|                                                   |                                                      | 15. Edith Jocelyn                                    | 31. Frances Cowper                                    |  |  |       |  |  |                     |  |  |                                               |  |
|                                                   |                                                      | 15. Edith Jocelyn                                    |                                                       |  |  |       |  |  |                     |  |  |                                               |  |